# Oecobius achimota
Espèce
Oecobius achimota est une espèce d'araignées aranéomorphes de la famille des Oecobiidae.

## Distribution
Cette espèce est endémique du Ghana.

## Publication originale
- Shear & Benoit, 1974 : New species and new records in the genus Oecobius Lucas from Africa and nearby islands (Araneae: Oecobiidae: Oecobiinae). Revue de zoologie africaine, vol. 88, p. 706-720.